# Azul (joc)
Azul és el nom d'un joc de tauler de 2017 dissenyat per Michael Kiesling de gran popularitat per les seves regles assequibles, la rapidesa de cada partida i l'estratègia involucrada.

## Regles
Cada jugador ha de col·locar peces que imiten rajoles de ceràmica portuguesa en un tauler quadrat de manera que no es repeteixi el mateix dibuix ni en vertical ni en horitzontal. Per a fer-ho ha d'agafar les fitxes d'un tauler central amb la condició que sempre s'han d'agafar totes les peces del mateix color que estiguin al mateix lloc (cercles o secció central d'aquest tauler) i que les fitxes que no es puguin col·locar en una mateixa filera al tauler personal restaran puntuació. Per poder passar les fitxes al quadrat personal cal un nombre creixent de fitxes, de forma que es crea una competició entre els jugadors per obtenir determinats dibuixos. La puntuació depèn de quantes peces estiguin en contacte a cada ronda i al final se sumen punts si s'aconsegueixen crear colors, files o columnes completes.

## Premis
El joc ha rebut nombrosos guardons, entre els quals destaquen:
- Spiel des Jahres[2]
- As d'Or
- Mensa Select

## Versions
El tauler de cada jugador compta amb dues versions (una estampada i una sense colors de base) al joc principal. L'èxit del joc ha propiciat el llançament d'altres jocs amb el mateix mecanisme bàsic. En la versió del Pavelló d'estiu a un nou tauler s'afegeixen peces a unes rosetes i es compten punts per figura completada, color o xifra comuna. En la versió Sintra, s'ha de completar un vitrall i apart de les peces de diferents colors existeix una fitxa que impedeix col·locar patrons i que modifica les jugades dels adversaris. La versió Jardí de la Reina compta amb peces més complexes, que es poden combinar segons diverses característiques per formar les files i columnes.